# Hôtel de ville de Toul
L'hôtel de ville de Toul est un ancien palais épiscopal, érigé dans la première moitié du XVIIIe siècle, dans l'actuelle rue de Rigny, pour l'évêque de Toul, Scipion-Jérôme Bégon. Il abrite aujourd'hui la mairie de la commune de Toul.

## Description générale
Les plans du palais sont ceux d'un bâtiment entre cour et jardin, et dont le style classique est souligné par l'ordre colossal des pilastres.
Le porche, avec son portail en arrondi d’ordre ionique surmonté d’un fronton cintré entouré de balustres toscans, permet d’accéder à une cour intérieure rectangulaire à fond semi elliptique.
La façade du corps principal, aux grandes dimensions, est encadré de deux ailes fermant la cour.
L'aile gauche était jadis réservée aux cuisines et à la boulangerie, et celle de droite, à diverses chambres, dont l'officialité.
La façade arrière du corps principal, avec son avancée polygonale coiffée d'un dôme à pans, est inspiré de celle du château de Vaux-le-Vicomte.
La demie rotonde couverte par le dôme, aujourd'hui salle des mariages, était jadis l'auditorium de l'évêque.
La toiture est faite d'ardoise et son faitage de plomb. Elle est percée par douze lucarnes de pierre sculptée.
L'intérieur était, jusqu'à sa destruction par les flammes le 21 décembre 1939 et le 22 juin 1940, richement décoré, tant par le mobilier que par les boiseries et les pierres finement sculptées, et ne comptait pas moins de 25 cheminées. Il est, depuis la réhabilitation du bâtiment, en 1981, aménagé dans un style contemporain.

## Histoire de l'édifice
À la tête de l'un des plus grands diocèse de la chrétienté, regroupant, au XVIIIe siècle, pas moins de 800 paroisses et 200 annexes, les évêques de Toul sont les chefs spirituels de plus d'un million d'âmes, soit 1/20e de la population du royaume de France. Dès lors, ces derniers se doivent de construire une résidence représentative de leur rang.
C'est ce à quoi s'emploie Mgr Scipion-Jérôme Bégon, évêque de Toul de 1723 à 1753, qui fait appel, vers 1735, au frère architecte Nicolas Pierson, prémontré de Rangéval, connu pour avoir conçu les plans des abbayes de Rangéval, de Jeand'heures (auj. Lisle-en-Rigault) et de Pont-à-Mousson, ainsi qu'au maître d'œuvre Dominique Charpy, entrepreneur adjudicataire de l'évêché de Toul.
Lors de la visite du roi de Pologne et duc de Lorraine, Stanislas Leszczynski, en 1737, les écuries et le remises de l'évêché sont construites. En 1739, la première pierre du corps principal de l'édifice est posée. L'entrepreneur Dominique Charpy, oncle par alliance de Richard Mique, a achevé la construction du corps principal de l'évêché en 1743. Les ailes du palais sont achevées, après 1754, sous l'épiscopat de Mgr Claude Drouas de Boussey.
En 1791, le bâtiment est confisqué à Mgr Étienne François Xavier des Michels de Champorcin, puis acheté par la Ville de Toul, avec l'appui du sous-préfet Joseph Carez, qui y installe l'hôtel de ville, la sous-préfecture et le tribunal. Le 26 janvier 1794, les « signes extérieurs de superstition et les armoiries » sont effacés de l'édifice.
En 1870, lors de la guerre franco-prussienne, l'édifice est endommagé.

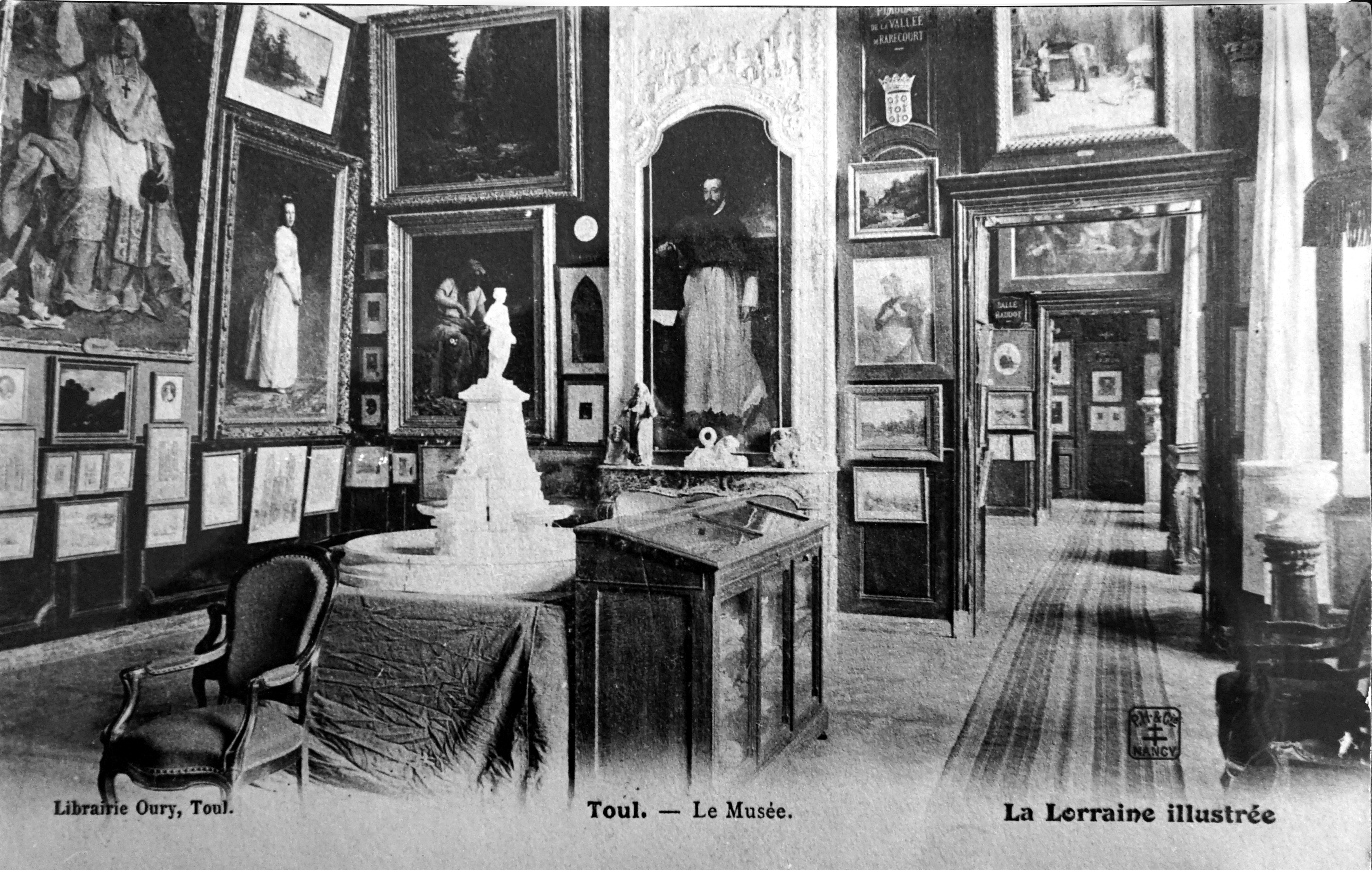
Le musée dans une des salles de l'ancien évêché.

En 1872, le musée municipal est installé dans une partie du bâtiment.
En 1930, l'ancien palais et le jardin sont classés monument historique.
En 1939 et en 1940, deux incendies accidentels ravagent le corps central de l'édifice. Toute la décoration intérieure est détruite. Les différents services qu'il abrite son transférés dans d'autres bâtiments de la ville.
Après être resté trente-trois ans à l'abandon, l'édifice est restauré entre 1972 et 1977, puis réhabilité en hôtel de ville.

## Liste des propriétaires
- Mgr Scipion-Jérôme Bégon, évêque de Toul (1723-1753) et commanditaire du palais, de 1739 à 1753.
- Mgr Claude Drouas de Boussey, évêque de Toul, de 1754 à 1773.
- Mgr Étienne François Xavier des Michels de Champorcin, dernier évêque de Toul, de 1773 à 1791.
- La Ville de Toul, depuis 1791.

## Galerie

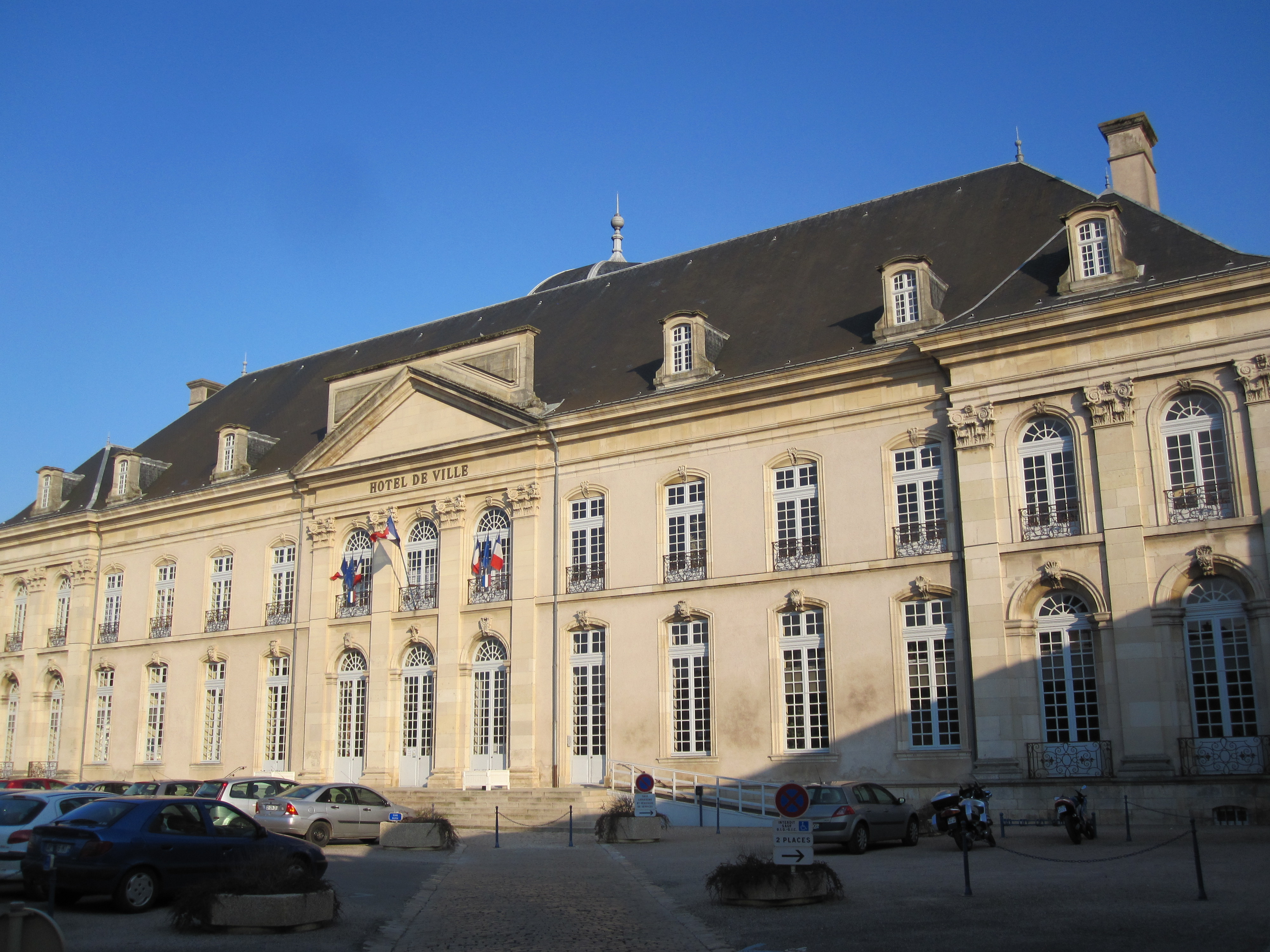
Façade de l'hôtel de ville de Toul.
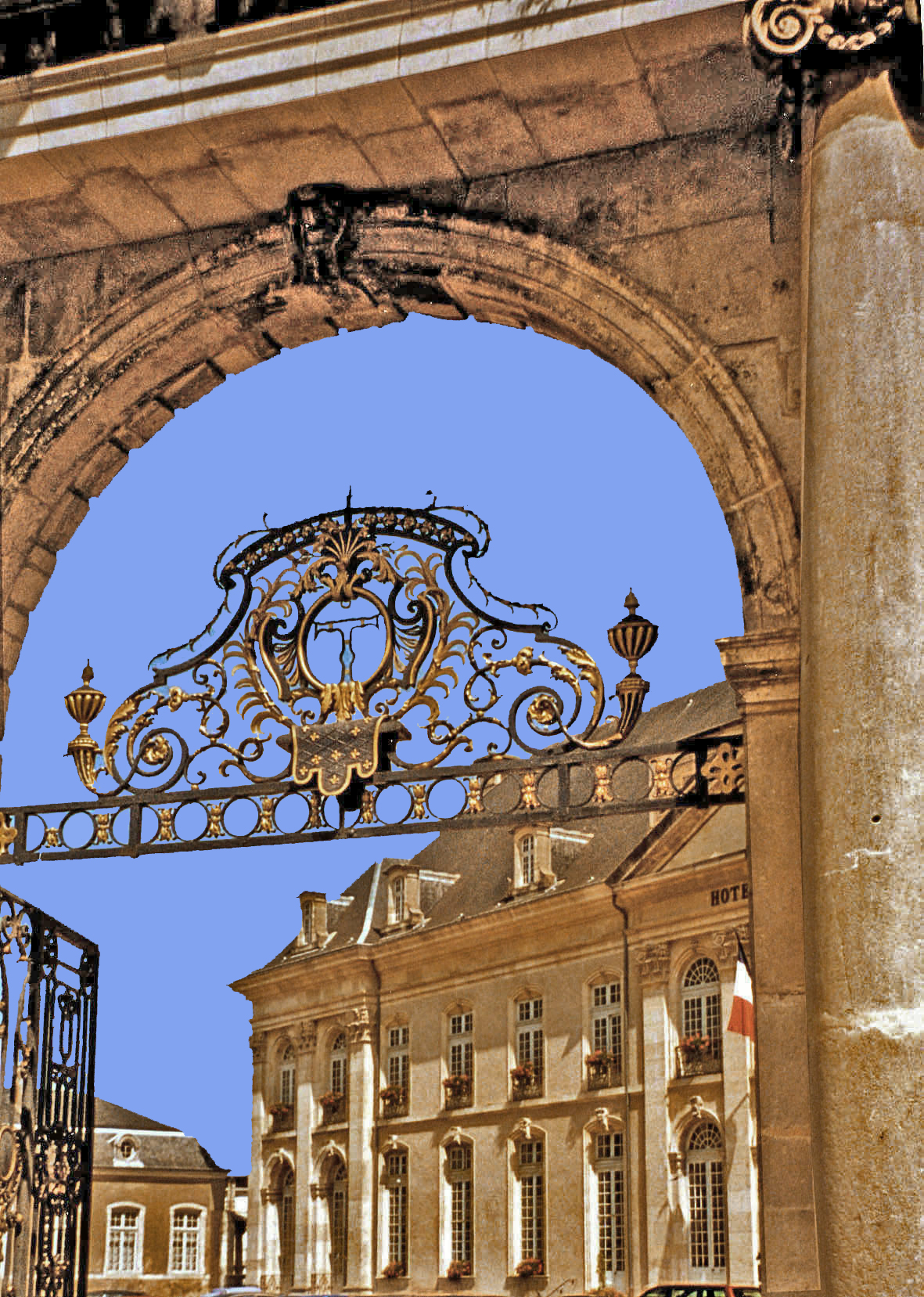
Porche de l'hôtel de ville de Toul.
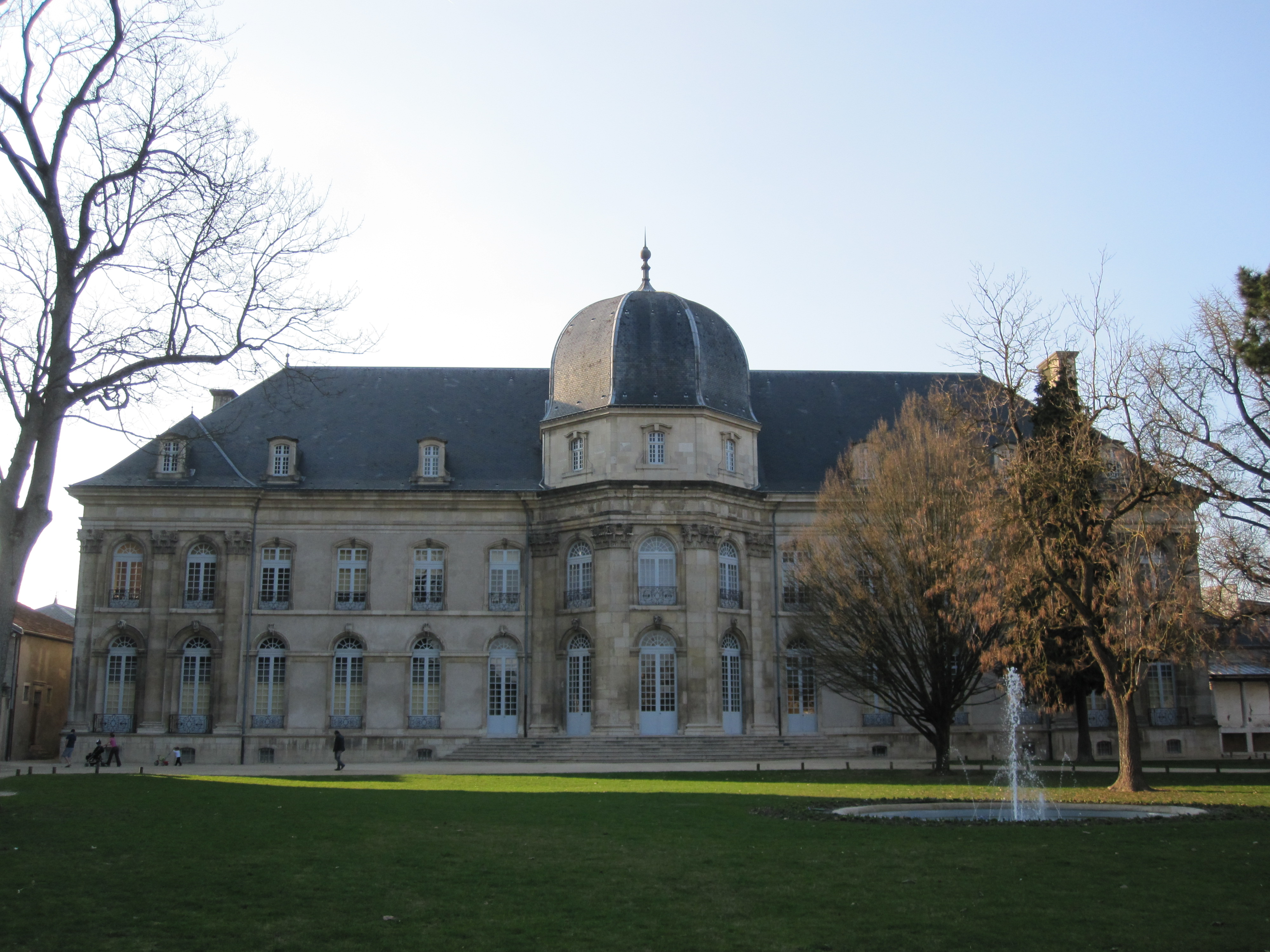
Façade arrière de l'hôtel de ville de Toul.

#### Ouvrages généraux
- Philippe Bonnet, Les constructions de l'ordre de Prémontré en France aux XVIIe et XVIIIe siècles, Genève, Droz, coll. « Bibliothèque de la Société française d'archéologie » (no 15), 1983, 281 p..
- A.D. Thiery, Histoire de la ville de Toul et de ses évêques, Toul, Imprimerie de la Veuve Bastien, 1841, p. 225-226.

#### Articles de presse
- Maurice Noël, « Le palais épiscopal de Toul », dans Le Pays lorrain, 48e année, 1967, p. 79-127.
- Maurice Noël, « Le palais épiscopal de Toul de la Révolution à nos jours », dans Le Pays lorrain, 50e année, 1969, p. 13-24 (lire en ligne)
- Sébastien Grandjean, « Quelques monuments de la ville du XVIIIe siècle », Études touloises, Toul, Cercle des études locales du Toulois,‎ 2006, p. 24.
- Philippe Masson, « Toul, palais épiscopal », dans Congrès archéologique de France. 164e session. Nancy et Lorraine méridionale. 2006, Société française d'archéologie, Paris, 2008, p. 247-253  (ISBN 978-2-901837-32-9)